# Дудичі (зупинний пункт)
Дудичі (біл. Дудзічы) — пасажирський залізничний зупинний пункт Гомельського відділення Білоруської залізниці на електрифікованій лінії Жлобин — Калинковичі між станцією Юшки (3,9 км) та зупинним пунктом Дубровичі (3,4 км). Розташований у однойменному селі Дудичі Калинковицького району Гомельської області.

## Пасажирське сполучення
На платформі Дудичі зупиняються приміські поїзди сполученням Жлобин — Калинковичі.